# NGC 2270
NGC 2270 — рассеянное звёздное скопление в созвездии Единорога. Открыто Уильямом Гершелем 26 декабря 1786 года; он описал его как «скопление очень разбросанных звезд, весьма богатое и обширное». Скопление находится в области Единорог OB2, удалено на 1400 парсек от Земли, его возраст составляет 440 миллионов лет.
Этот объект входит в число перечисленных в оригинальной редакции «Нового общего каталога».
На фотографии DSS виден ряд ярких звёзд, ориентированный с севера на юг, и ряд звёзд находится на западной стороне бедной неравномерной россыпи звёзд с не очень большим диапазоном блеска, хотя большинство из них довольно слабые. Визуально в любительский телескоп скопление видно как изящная группа звёзд, которая хорошо выделяется в поле среднего увеличения. На западной стороне лежит треугольник ярких звёзд, большая часть скопления находится к востоку и северо-востоку от него. Скопление хорошо разрешается, большинство звёзд собраны в пары и тройки. В него входит около 30 звёзд.